# La Louveterie
La Louveterie is een gehucht in de Luikse gemeente Limbourg, gelegen ten zuiden van Hèvremont in het Bois de Hèvremont.
Het gebied lag nabij de grens van het Prinsbisdom Luik en het werd door Karel de Stoute in 1465 aan Limbourg geschonken. De burgers van Limbourg mochten er schapen weiden en hout sprokkelen. Het gebied degradeerde en de gemeente verkocht, om haar schulden af te lossen, het zuidelijk deel van het bos aan textielfabrikant François Simonis. Deze was kapitein van de Louveterie, een jachtgenootschap dat het op wolven had voorzien.
In 1783 werd in zijn opdracht het Château de la Louveterie op deze plaats gebouwd, aanvankelijk een jachtpaviljoen. In 1880-1881 werd het vergroot tot een kasteel. Hat kasteel wordt omringd door een park met bijzondere bomen. 